# 1959 na literatura

## Nascimentos
| Data          | Nome           | Profissão                 | Nacionalidade | Observações | Ref |
| ------------- | -------------- | ------------------------- | ------------- | ----------- | --- |
| 31 de Março   | Markus Hediger | poeta e tradutor          | Suíça         |             |     |
| 6 de Outubro  | Aroldo Pereira | poeta e agitador cultural | Brasil        |             |     |
| 1 de Novembro | Susanna Clarke | escritora                 | Inglaterra    |             |     |
| ?             | Augusto Massi  | poeta                     | Brasil        |             |     |

## Mortes
| Data            | Nome                       | Profissão                       | Nacionalidade  | Observações | Ref |
| --------------- | -------------------------- | ------------------------------- | -------------- | ----------- | --- |
| 28 de Fevereiro | Maxwell Anderson           | dramaturgo, autor e poeta       | Estados Unidos | n. 1888     |     |
| 26 de Março     | Raymond Chandler           | escritor                        | Estados Unidos | n. 1888     |     |
| 6 de Agosto     | Preston Sturges            | realizador de cinema e escritor | Estados Unidos | n. 1898     |     |
| 22 de Dezembro  | Octávio Tarquínio de Sousa | advogado, jornalista e escritor | Brasil         | n. 1889     |     |

## Prémios literários
- Nobel de Literatura - Salvatore Quasimodo[1]
- Prémio Machado de Assis - José Maria Belo